# Parva Naturalia

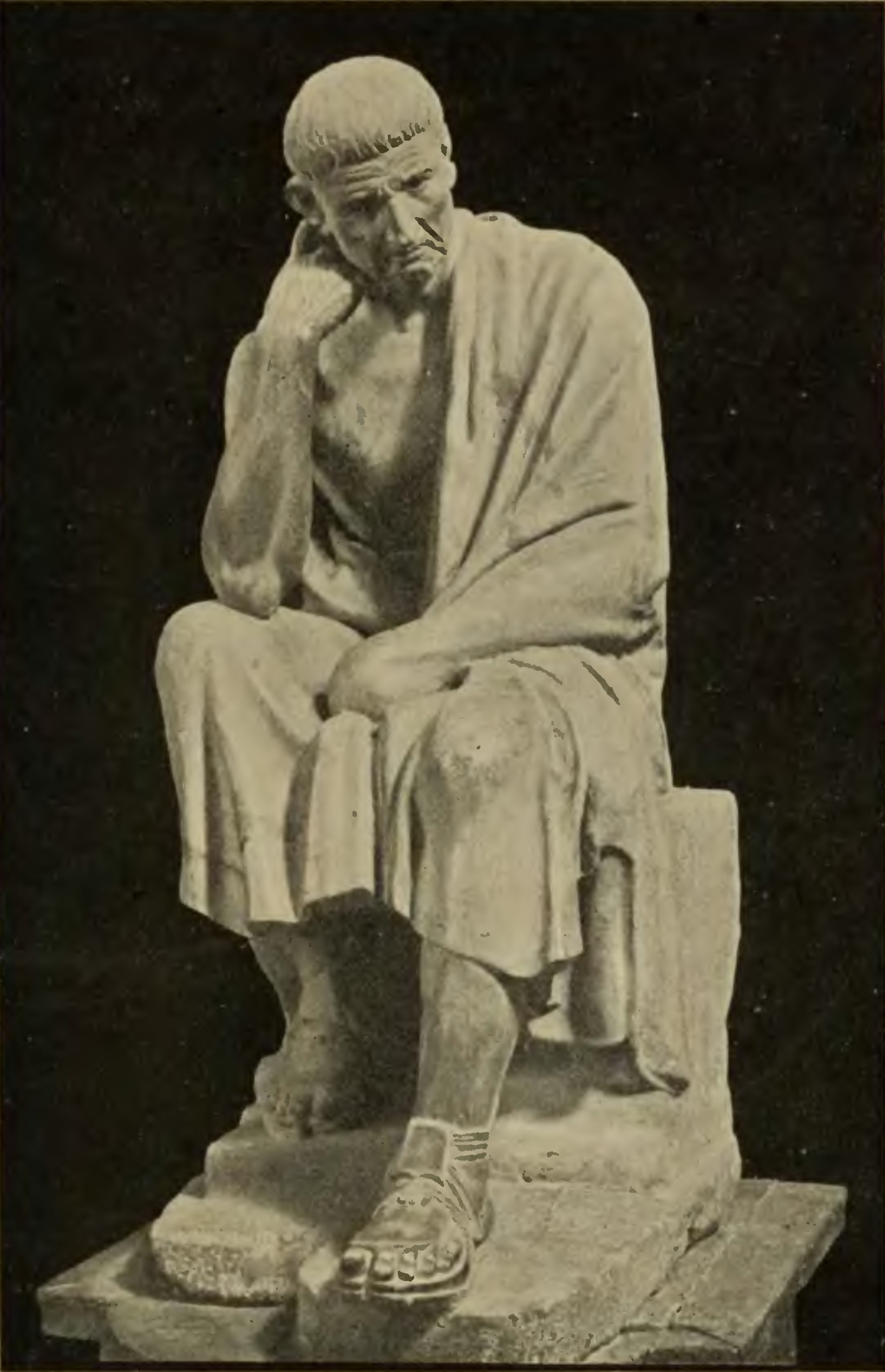
Estátua de Aristóteles situada no Palácio Spada

Parva Naturalia (título convencional em latim primeiramente usado por Egídio Romano: "pequenos tratados sobre a natureza") é uma colecção de sete obras elaboradas por Aristóteles sobre o corpo e a alma:
- Da Sensação e do Sensível (De Sensu et Sensibilibus)
- Da Memória e Reminiscência (De Memoria et Reminiscentia)
- Do Sono e da Vigília (De Somno et Vigilia)
- Dos Sonhos (De Insomniis)
- Da Adivinhação pelo Sonho (De Divinatione per Somnum)
- Da Longevidade e Brevidade da Vida (De Longitudine et Brevitate Vitae)
- Da Juventude e da Velhice, Da Vida e da Morte, Da Respiração (De Juventute et Senectute, De Vita et Morte, De Respiratione)

## Traduções em português
- ARISTÓTELES. Parva Naturalia. Tradução do grego, textos adicionais e notas de Edson BINI. São Paulo: Edipro, 2012.